# Lacul Päijänne
Lacul Päijänne este cel mai adânc lac din Finlanda și este al doilea ca mărime, după lacul Saimaa. Lacul se varsă în Golful Finic prin râul Kymi. Poluat puternic de apele reziduale industriale și municipale până în anii '80, când cadrul legislativ a suferit schimbări importante, 2/3 din apa lacului este clasificată acum ca fiind excelentă și constituie sursa de alimentare a regiunii Helsinki. 
Importanța socio-economică a lacului rezidă și în faptul că acesta găzduiește o mare parte a industriei hârtiei, furnizează energie hidraulică prin defluentul său, râul Kymi și, nu în ultimul rând, susține turismul recreațional și pescuitul.
Apeductul Päijänne este al doilea tunel de piatră ca lungime din lume, după Apeductul Delaware din Statele Unite ale Americii. Tunelul, care are o lungime de 120 de kilometri și se află la o adâncime de 30-100 de metri, asigură alimentarea cu apă a regiunii metropolitane Helsinki.
Parcul Național Päijänne a fost înființat în 1993, acoperă o suprafață de 14 kilometri pătrați și cuprinde în jur de 50 de insule nepopulate.